# Gérard Buckens
Gérard Buckens, né à Anvers en 1805 et mort à Liège en 1885 est un sculpteur et ciseleur belge. Il a travaillé à la Fonderie Royale de Canons et est également professeur à l'Académie royale des beaux-arts de Liège de 1836 à 1868.

## Biographie
Né à Anvers en 1805, Jean Gérard Buckens se forme à l'Académie royale des beaux-arts d'Anvers puis il travaille dans une fonderie à Munich et séjourne à Paris,,. Il émigre en 1835 en Russie par « manque de succès et de commandes »,. Une fois revenu en Belgique, il a une grande influence à l'Académie royale des beaux-arts de Liège en tant que professeur de ciselure, de 1837 à 1868, et de sculpture, de 1837 à 1859,,. Le cours de sculpture se divise en deux cours différents à partir de 1859, modelage de figure et d'ornement, où il est remplacé respectivement par Prosper Drion et par Charles Honoré,. Le cours de ciselure disparaît en juin 1868, en même temps que celui de gravure, vu le nombre insuffisant d'élèves mais aussi car ces deux cours font double emploi avec les cours de l'École industrielle.
En 1930, Jules Bosmant détaille le parcours et l'arrivée à Liège de Gérard Buckens en ces termes : « C'est un anversois, sculpteur-batteur de métaux comme on disait encore à cette époque, qui, ayant travaillé longtemps à Munich, dans la grande fonderie que protégeait le roi Louis, en avait rapporté des tendances novatrices, un esprit ouvert, et même une belle culture. Si nous ajoutons que par surcroît heureux, Gérard Buckens était passé par Paris au moment où le Romantisme exaltait les jeunes intelligences, nous aurons assez souligné la chance inaccoutumée qui échut ce jour-là à notre Académie. »
Il finit sa carrière à Liège, où il décède en 1885,, (même si une source indique 1884 comme date de décès).

## Œuvre

### Style et techniques artistiques
Gérard Buckens est « l’auteur et le fondeur de nombreux bustes, statuettes et monuments de bronze. Il est donc à la fois statuaire, ciseleur et fondeur. ». La majorité de ses œuvres monumentales ont été fondues dans les installations de la Fonderie Royale des Canons, à Liège, dont, par exemple, ses statues de Grétry et de Rubens.

### Catalogue (sélection)
- 1840 : statue de Pierre Paul Rubens de Guillaume Geefs, Anvers[4].
- 1842 : statue d'André Grétry de Guillaume Geefs, Liège[4],[10],[11].
- 1844 : monument funéraire de la famille Lonkienne-D'Heusy au cimetière de Robermont[12].
- 1858 : statues en chêne de Saint Paul de Tarse[13] et Saint Pierre apôtre[14], autel majeur de l'église St-Léon de Rocourt.
- 1860 : crucifix en laiton, autel majeur de l'église St-Léon de Rocourt[15].
- fontaine avec vasques et angelots de Jacques Jaquet, Spa[4].
- grille de la Chapelle Saint-Roch à Montaigle, vallée de la Molignée[4].

### Galerie (sélection)

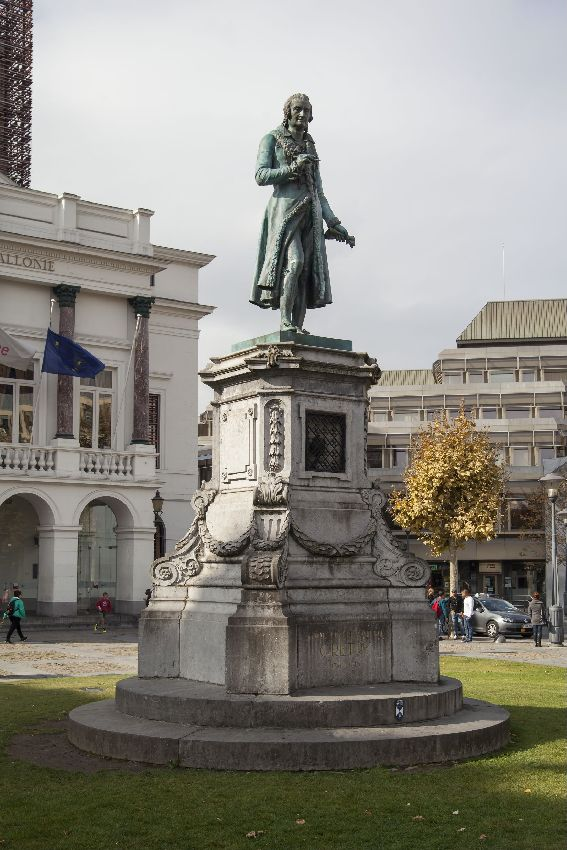
Guillaume Geefs (sculpteur) et Gérard Buckens (fondeur), Statue de Grétry, 1841 (sculpture en bronze ; photographie de 2016 d'Hervé Pigeolet du KIK-IRPA), Liège, place de l'Opéra.
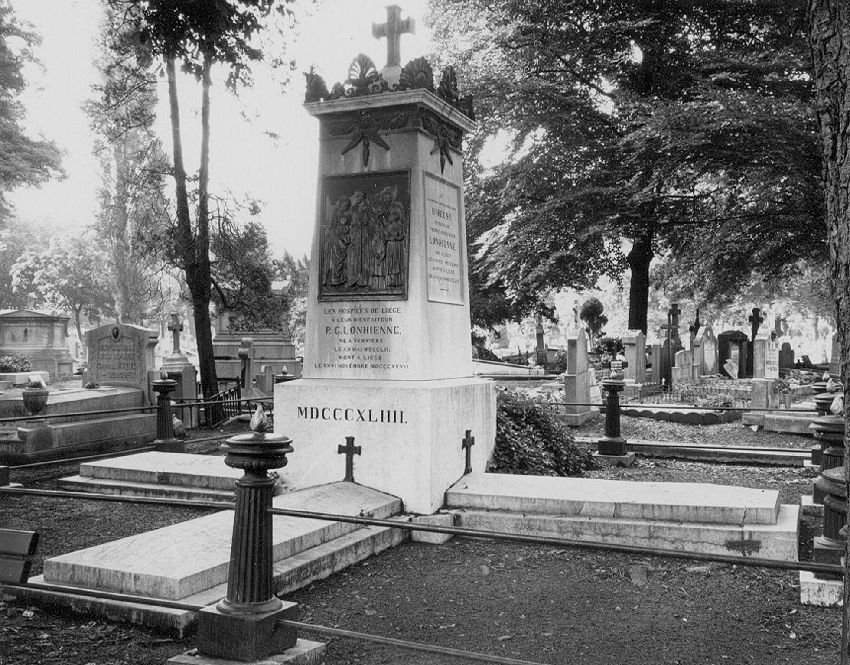
Monument funéraire de la famille Lonkienne-D'Heusy, 1844 (granite et fonte ; photographie de 1981 du KIK-IRPA), Liège, cimetière de Robermont.
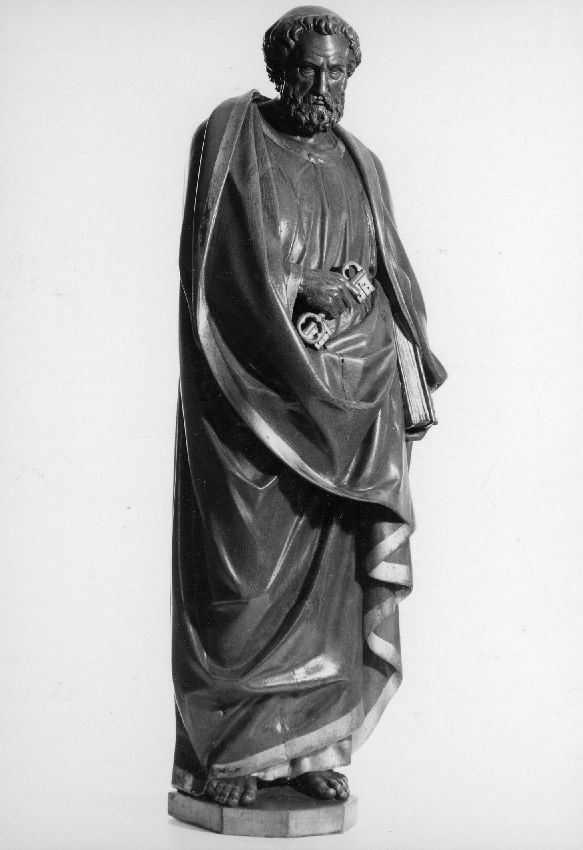
Saint Pierre apôtre, 1858 (sculpture en chêne ; hauteur 80 cm ; photographie de 1971 de Serge Pluymers du KIK-IRPA), Rocourt, autel majeur de l'église St-Léon.
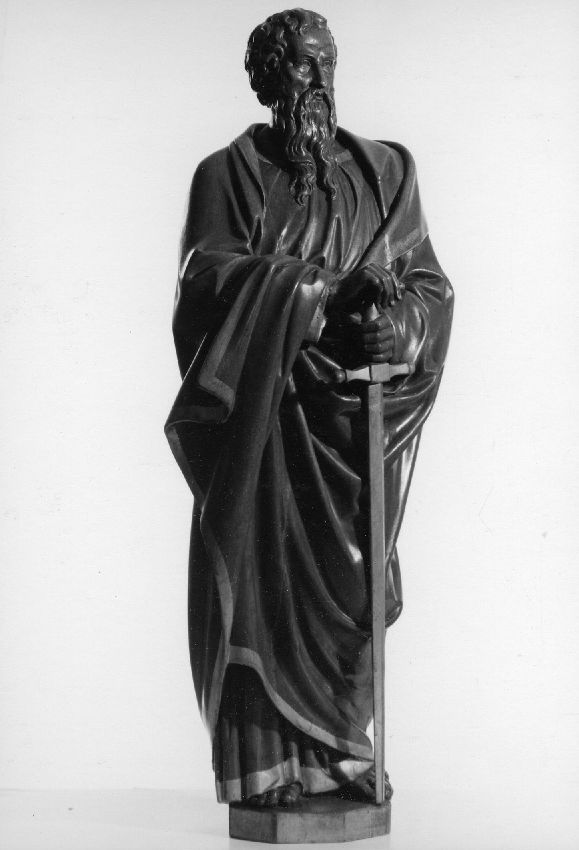
Saint Paul de Tarse, 1858 (sculpture en chêne ; hauteur 80 cm ; photographie de 1971 de Serge Pluymers du KIK-IRPA), Rocourt, autel majeur de l'église St-Léon.
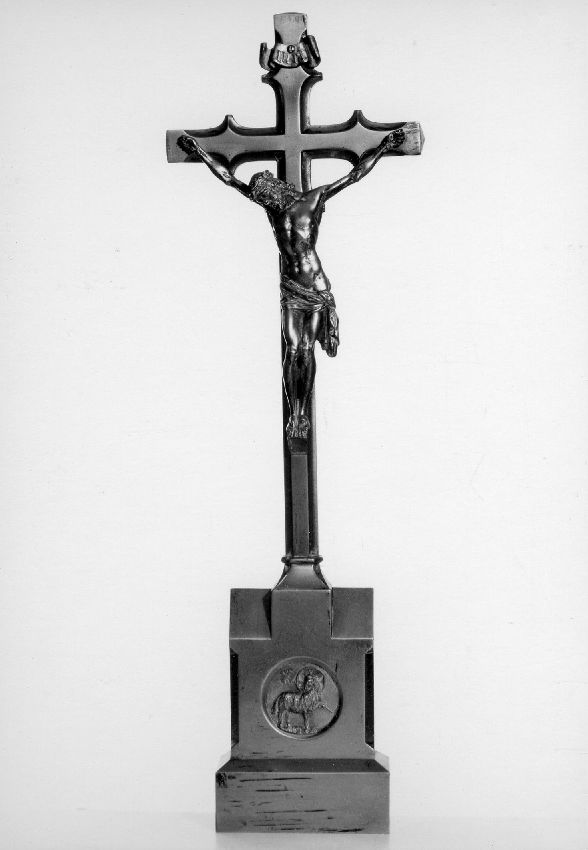
Crucifix, 1860 (sculpture en laiton ; hauteur 60 cm ; photographie de 1971 de Serge Pluymers du KIK-IRPA), Rocourt, autel majeur de l'église St-Léon.

## Le professeur et ses élèves
En tant que professeur à l'Académie royale des beaux-arts de Liège, « Buckens prit immédiatement une grande influence, au moins égale, avoue Jules Dujardin, à celle de Simonis à Bruxelles. Les élèves qu'il forma : Drion, Fassin, Halkin, Sopers, Léopold Harzé, Halleux, lui font certes honneur, et, à ce titre, ce Flamand naturalisé Liégeois avait droit qu'en ce livre on lui rendît hommage. »